# Marie Atkins
Marie Atkins là thị trưởng của Kingston và Saint Andrew Corporation (KSAC) từ năm 1989 đến 2003. Atkins là nữ thị trưởng thứ ba của Kingston & St. Andrew, Jamaica, và là thị trưởng phục vụ lâu nhất cho đến nay của Kingston & St. Cô là người Jamaica đầu tiên trở thành chủ tịch Hội nghị Thị trưởng Thế giới. Atkins qua đời ở tuổi 88 vào ngày 28 tháng 12 năm 2008 